# Wallfahrtskirche St. Jodok (Tännesberg)

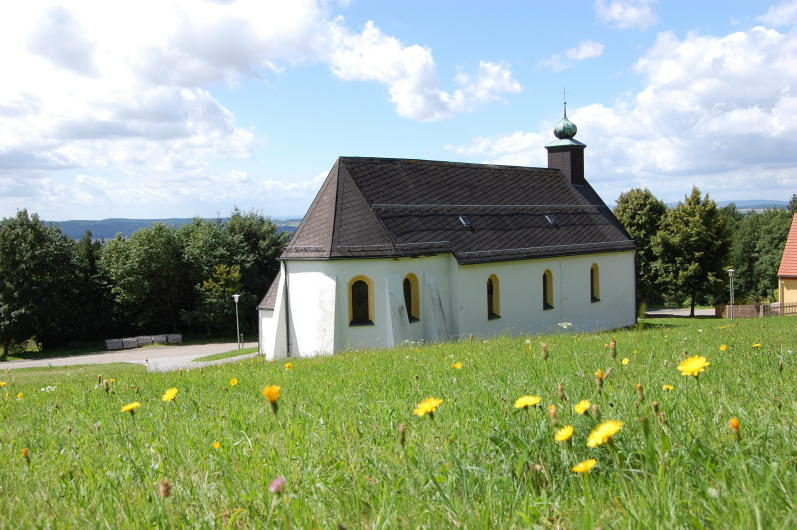
Sankt-Jodok-Kirche (2011)

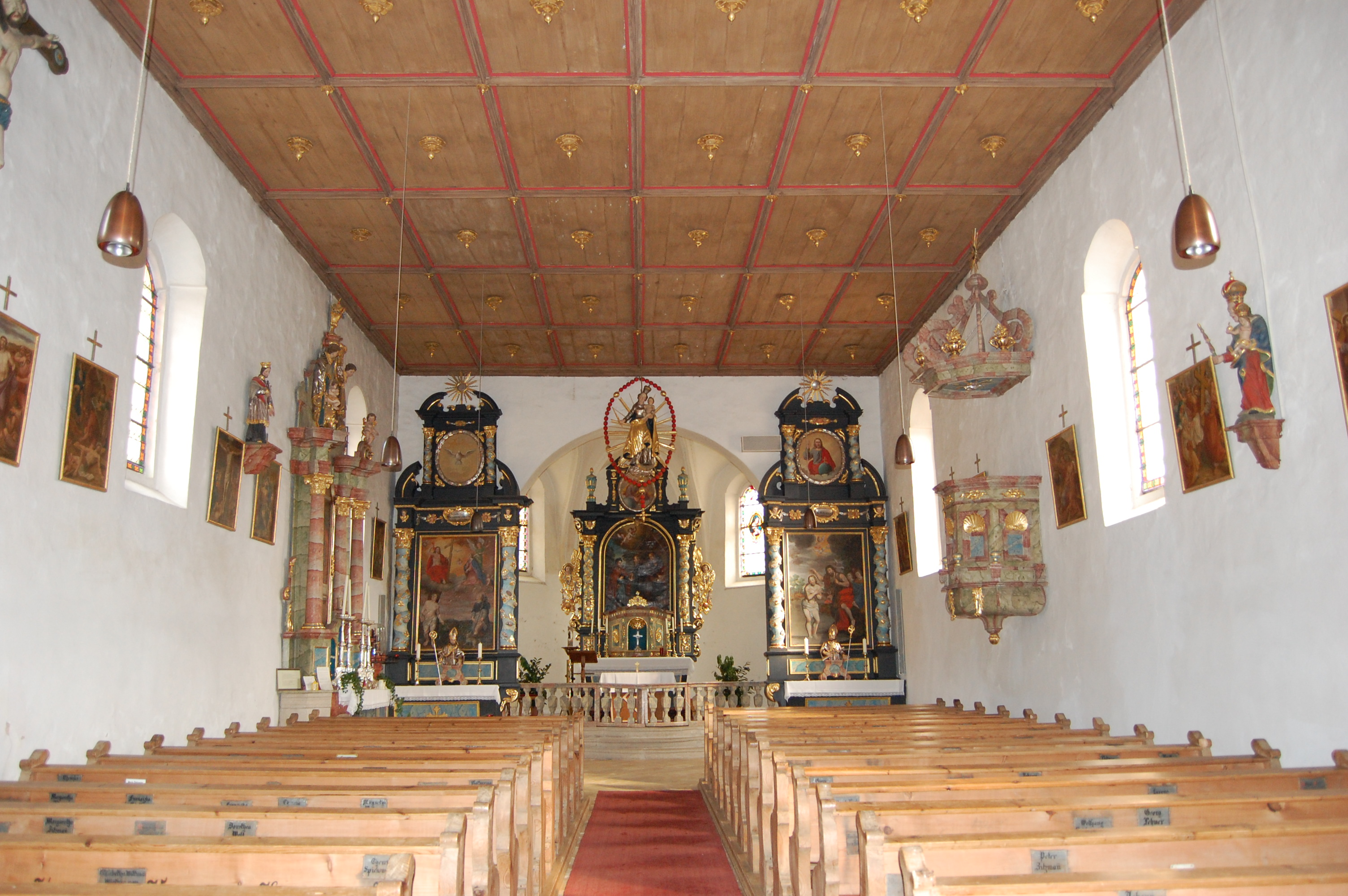
Sankt Jodok (Innenansicht)

St. Jodok ist eine Wallfahrtskirche im gleichnamigen Gemeindeteil des Marktes Tännesberg im Süden des Oberpfälzer Landkreises Neustadt an der Waldnaab. Sie gehört zur katholischen Kirchengemeinde St. Michael im Dekanat Leuchtenberg des Bistums Regensburg. Sie steht an der Oberviechtacher Straße außerhalb des Ortes Tännesberg am Rande des Tännesberger Waldes.

## Geschichte
Im Jahre 1019 ließ Johann von Paulsdorf eine dem heiligen Jobst (Jodokus) gewidmete Kapelle, die heutige Wallfahrtskirche St. Jodok, errichten. Jodokus lebte im 7. Jahrhundert als Einsiedler und genoss bereits im Mittelalter hohe Verehrung. Wahrscheinlich war die Kapelle zunächst die Pfarrkirche des Ortes. Seit ihrem Bau pilgerten Bauern aus der Umgebung zum Heiligen Jodok und suchten Hilfe gegen Krankheiten und Seuchen. Nach der Befestigung des Ortes Tännesberg mit einer Ringmauer wurde eine erste Kirche im Ort erbaut. Im Jahre 1300 wurde erstmals die Pfarrei Tännesberg genannt. Die Kirche war dem hl. Michael geweiht.
Nachdem die Wallfahrtskirche St. Jodok im Dreißigjährigen Krieg (1618–1648) zerstört worden war, konnte sie 1689 in der heutigen Form geweiht werden. In den 1950er Jahren drohte die Kirche langsam zu verfallen. Durch großzügige Spenden und viele Hand- und Spanndienste gelang es, das Gotteshaus zu renovieren. Am Kirchweihfest 1976 wurde Sankt Jodok erneut geweiht.

## Bauwerk
Der Altarraum ist eingezogen mit Joch und dreiseitigem Schluss. Das Tonnengewölbe hat Stichkappen und das Langhaus eine kassettierte, mit vergoldeten Risetten verzierte Holzdecke. An der Westseite des Bauwerks befindet sich ein Dachreiter mit Kuppel, die Sakristei ist auf der Südseite des Chors. Die hölzerne Empore ist mit Darstellungen der Apostel verziert.

## Ausstattung
Im Inneren der Kirche befinden sich vier barocke Altäre. Der Hochaltar hat gedrehte, rebenumwundene Säulen und seitlich herabfallendes, reich geschnitztes Kartuschen- und Rankwerk, auf dem Hochaltarbild ist das Einsiedlerleben des heiligen Jodok dargestellt. Der Altaraufsatz wird gekrönt von der Darstellung Gottvaters.
Der rechte Seitenaltar schildert die Taufe Jesu im Jordan, darüber steht Jesus Christus als Salvator mundi. Vor dem Altarbild befindet sich eine Büste des Pferdepatrons St. Quirinus von Neuss, eines der Vier Marschälle Gottes. Auf dem Altarbild des linken Seitenaltars sieht man den heiligen Sebastian, von Pfeilen durchbohrt, über dem sich der Himmel öffnet; Christus und Maria, die Königin der Märtyrer, begleiten den Sterbenden. Den heiligen Rochus heilen Engel von seiner Pestbeule. Zwischen den beiden Pestheiligen erkennt man im Hintergrund eine seltene Ansicht von Tännesberg aus dem Jahre 1680. Im oberen Teil vervollständigt der Heilige Geist in Gestalt der Taube die Heilige Dreifaltigkeit als Krönung aller drei Altäre.
Eine Kopie des Gnadenbildes Maria-Hilf in Amberg auf dem Marienaltar an der Nordseite der Kirche trägt die lateinische Inschrift „Fec. Anton Altman Ambergae 24. Juni 1802“ (Anton Altmann zu Amberg hat es geschaffen am 24. Juni 1802).

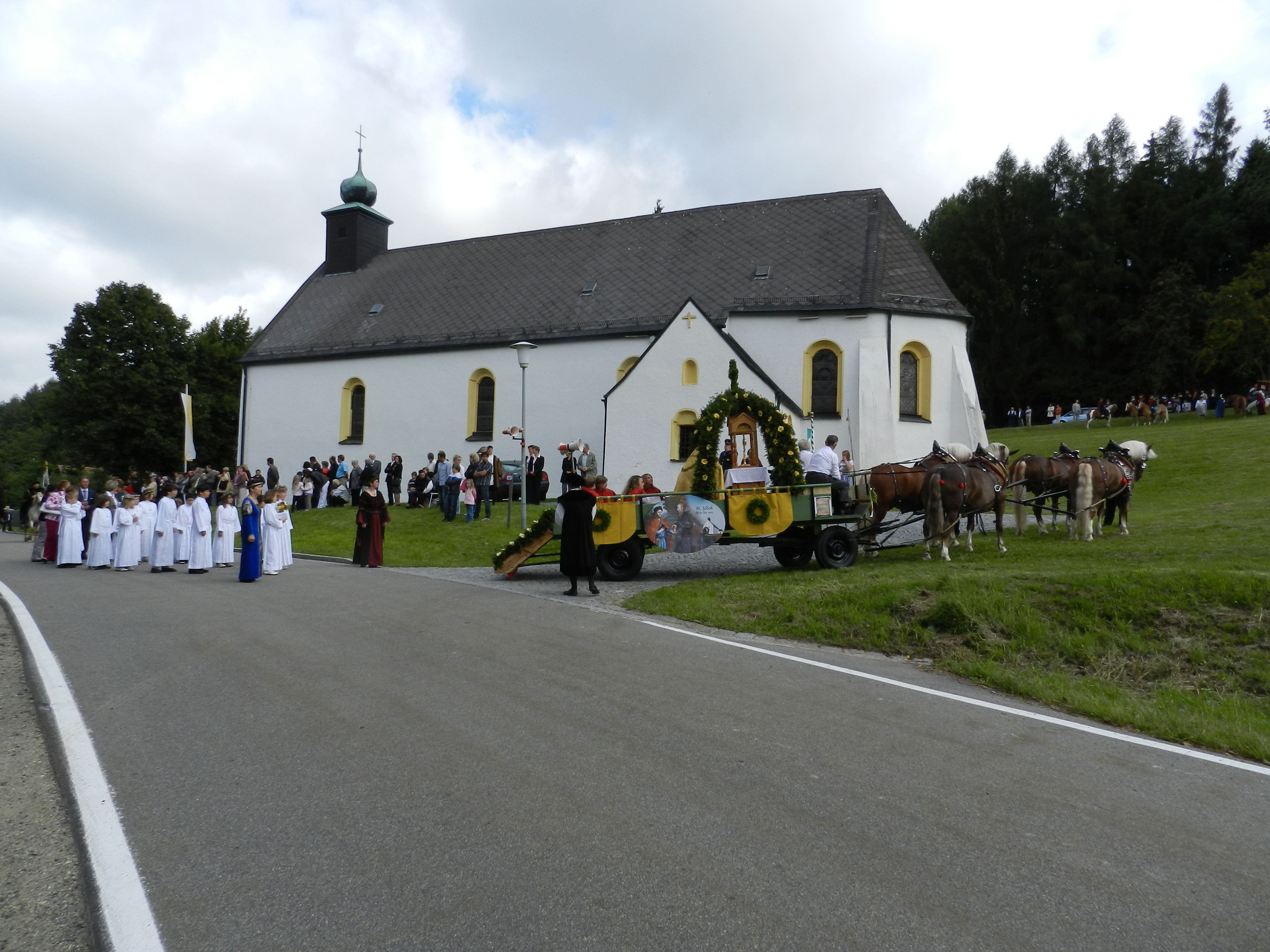
St.-Jodok-Ritt vor der Wallfahrtskirche (2011)

### Wiener Pestkreuz
Das Wiener Pestkreuz aus dem Jahre 1690 zeigt, wie bekannt der Wallfahrtsort Tännesberg im Mittelalter war. Als in diesem Jahr die Pest in Wien ausbrach, machten sich Pilger auf den Weg nach Tännesberg, um Hilfe zu erbitten. Kaum dort angekommen, erhielten sie die Nachricht, dass die Pest aufgehört hatte. Aus Dankbarkeit ließen die Pilger das Prozessionskreuz zurück.

### Geläut
Im kleinen Dachreiter der Jodokskirche befinden sich 2 Bronzeglocken.
| Nr. | Name           | Ton | Gießer                  | Gussjahr | Aufgabe                                                                |
| --- | -------------- | --- | ----------------------- | -------- | ---------------------------------------------------------------------- |
| 1   | Heiliger Jodok | d´´ | Rudolf Perner in Passau | 1994     | Sonn- und Festtagsglocke, Läuten zu Messen, Hochzeiten, Requien        |
| 2   | Heilige Maria  | e´´ | Johann Hahn in Landshut | 1954     | Angelusglocke, Läuten zu Andachten, Taufen und Konzerten in der Kirche |

## St.-Jodok-Ritt
Die St.-Jodok-Kirche ist jährlich im Juli das Ziel des Jodok-Rittes, einer Prozession zu Pferde. Gegenwärtig findet das kirchliche Ereignis in Verbindung mit einem weltlichen Fest statt.

## Bildergalerie

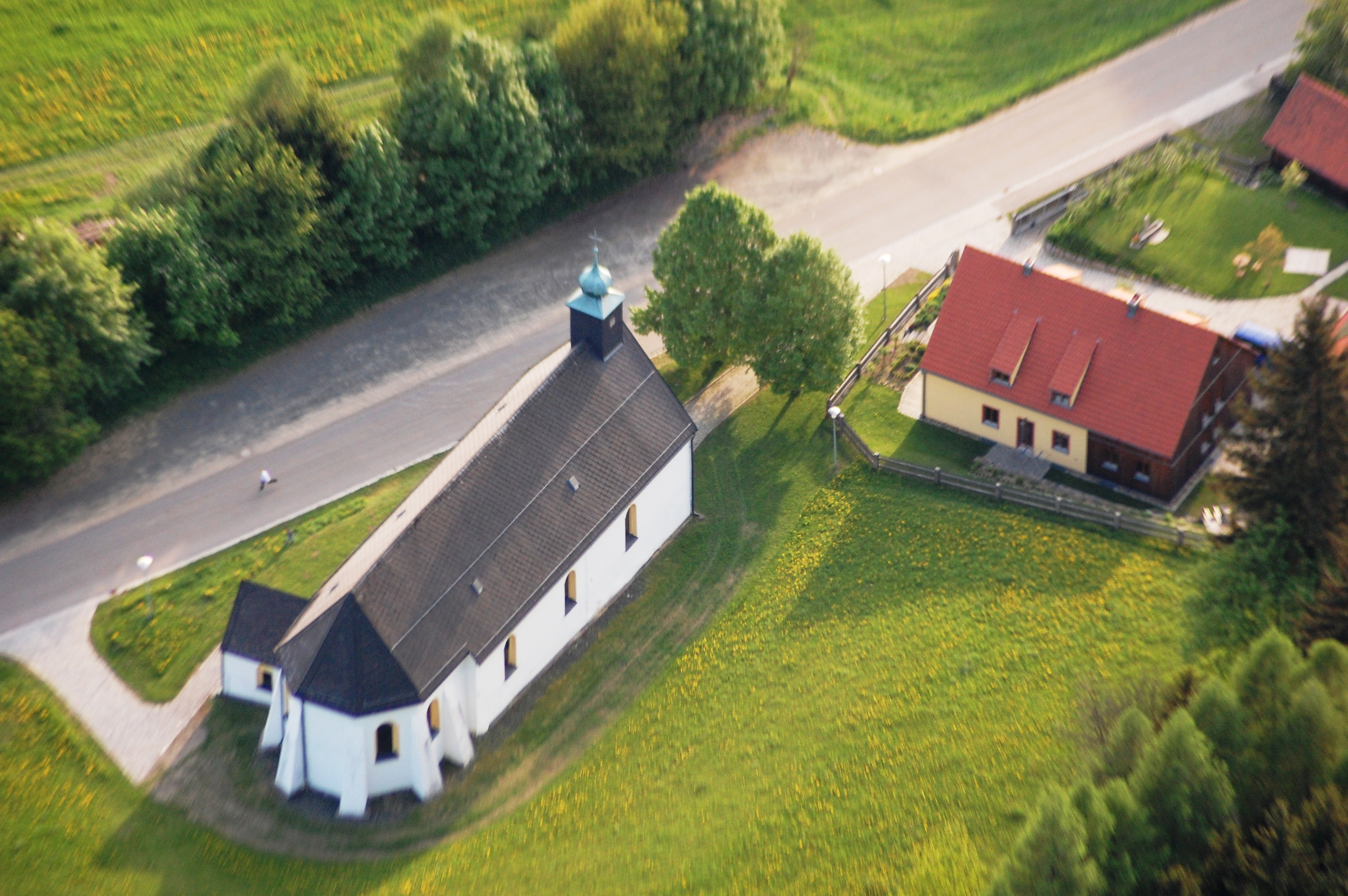
Sankt-Jodok-Kirche in Tännesberg
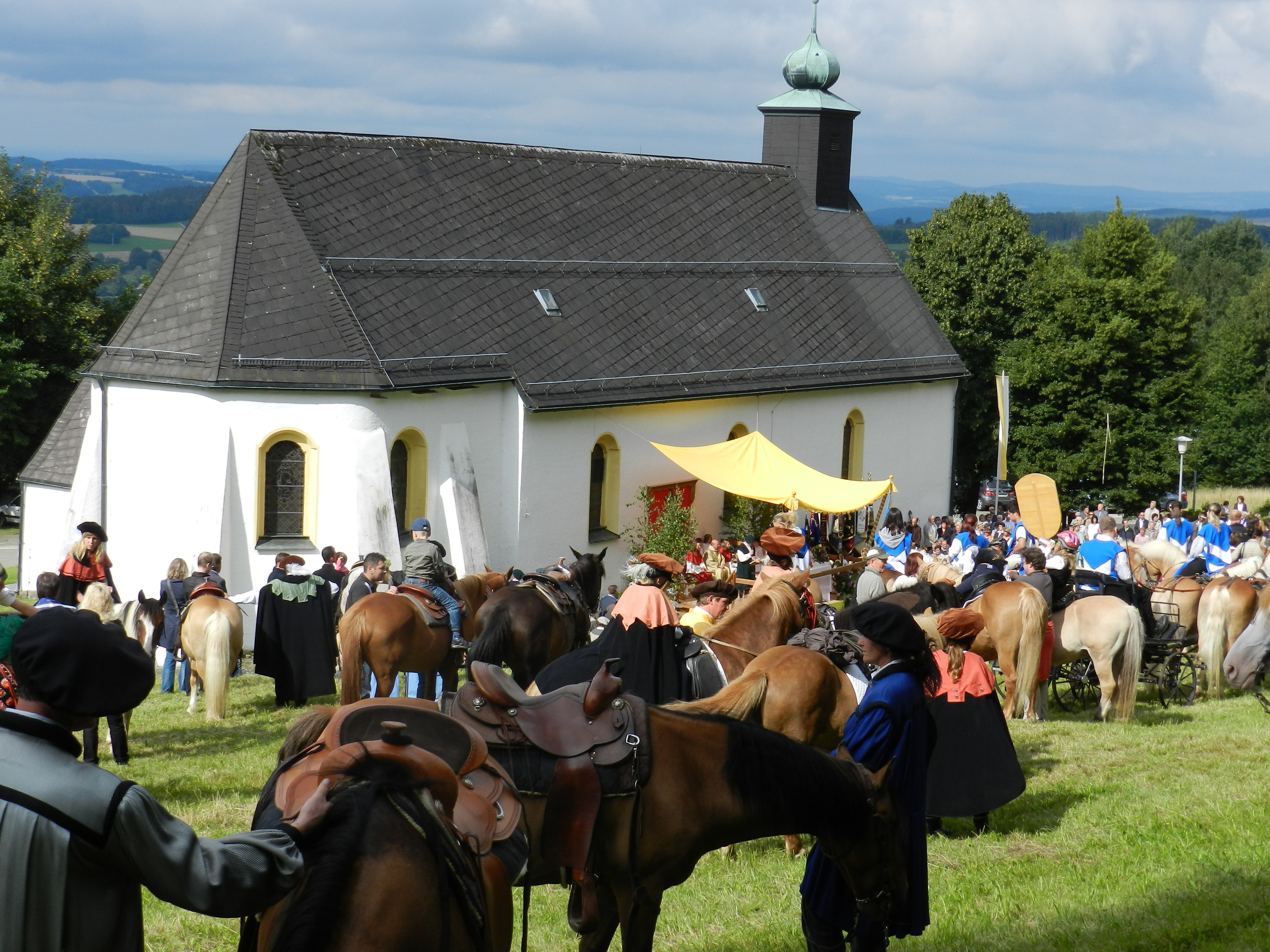
St.-Jodok-Ritt in Tännesberg (2011)
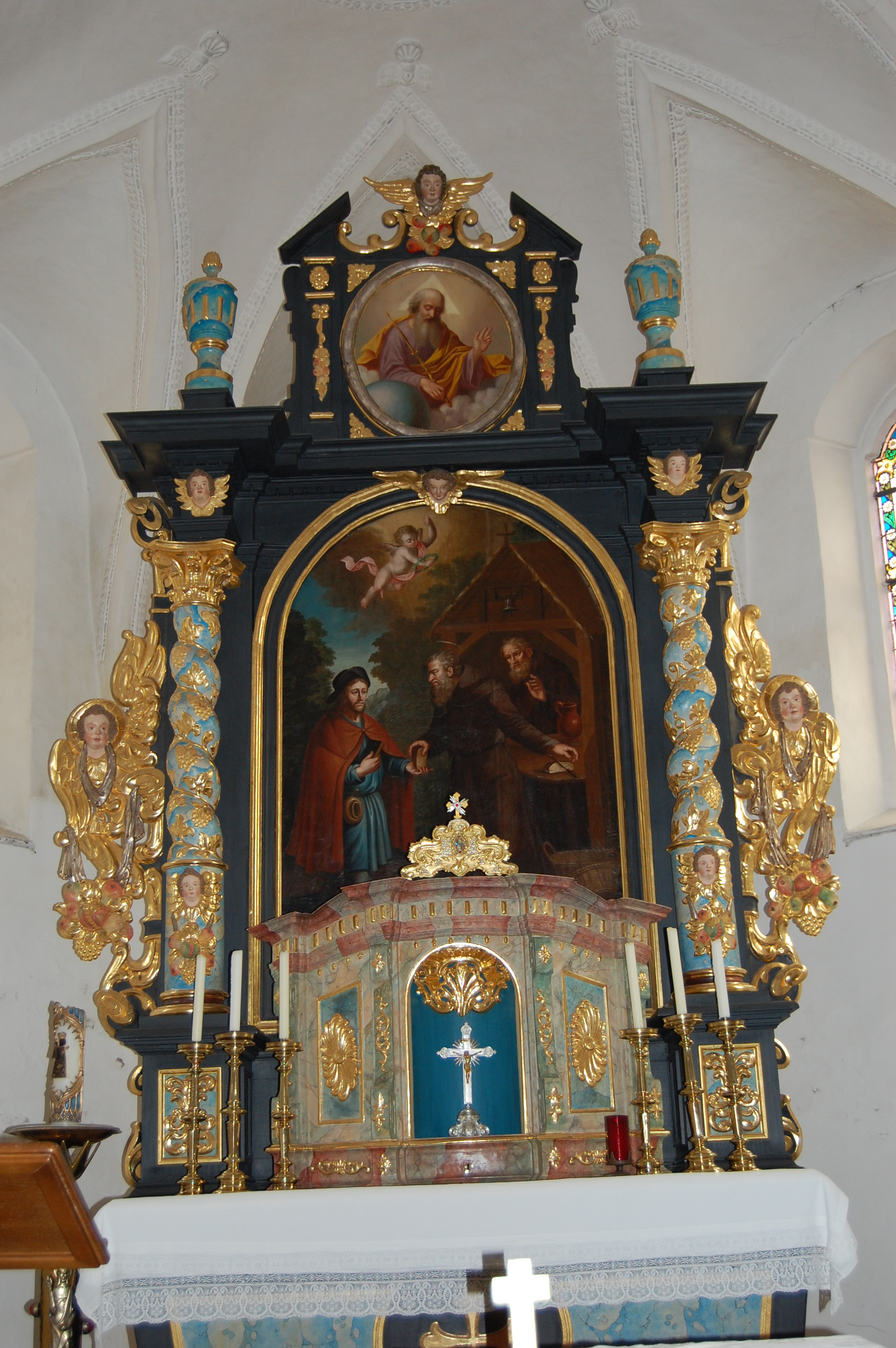
Hochaltar in Sankt Jodok
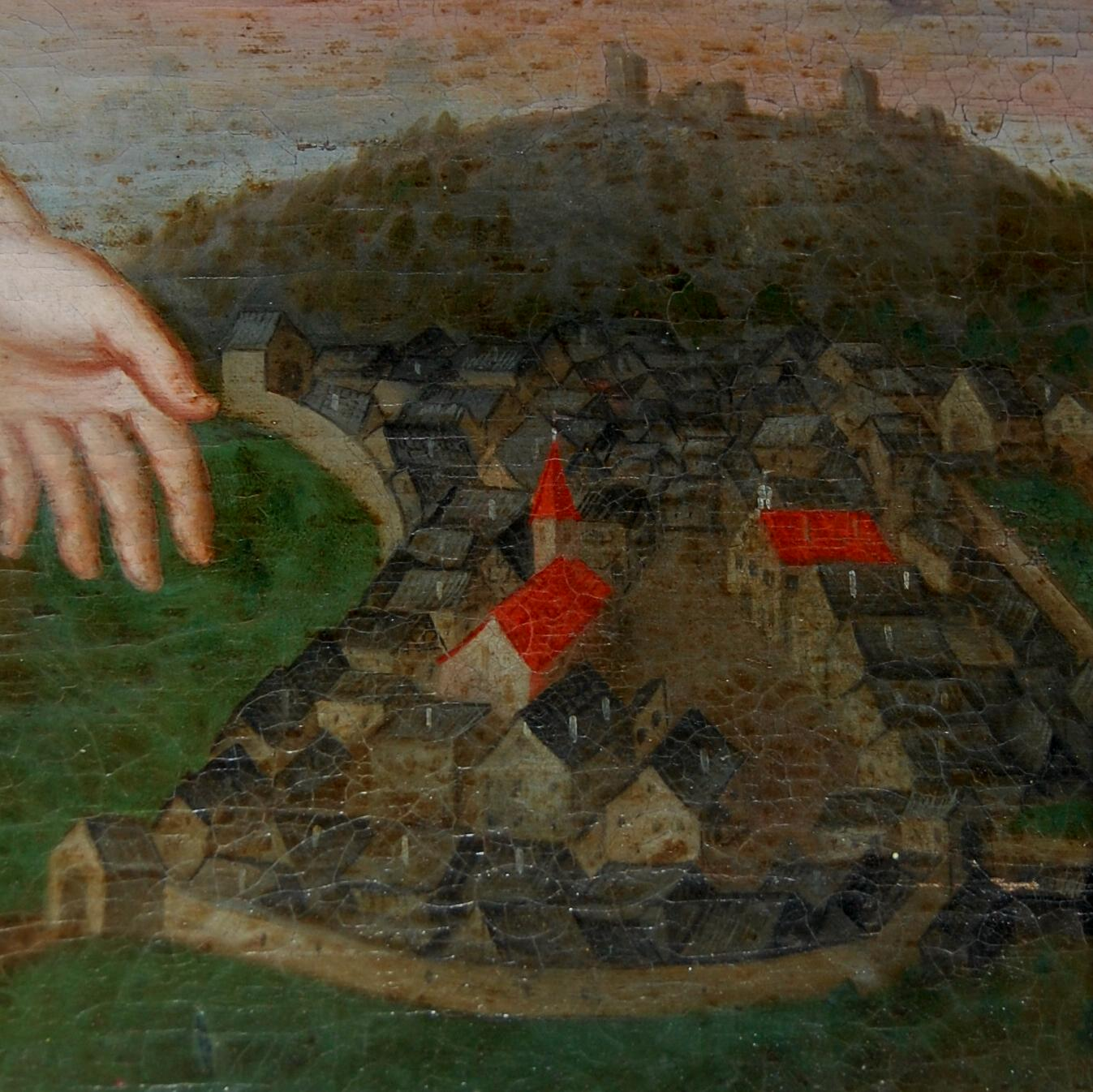
Tännesberg 1680
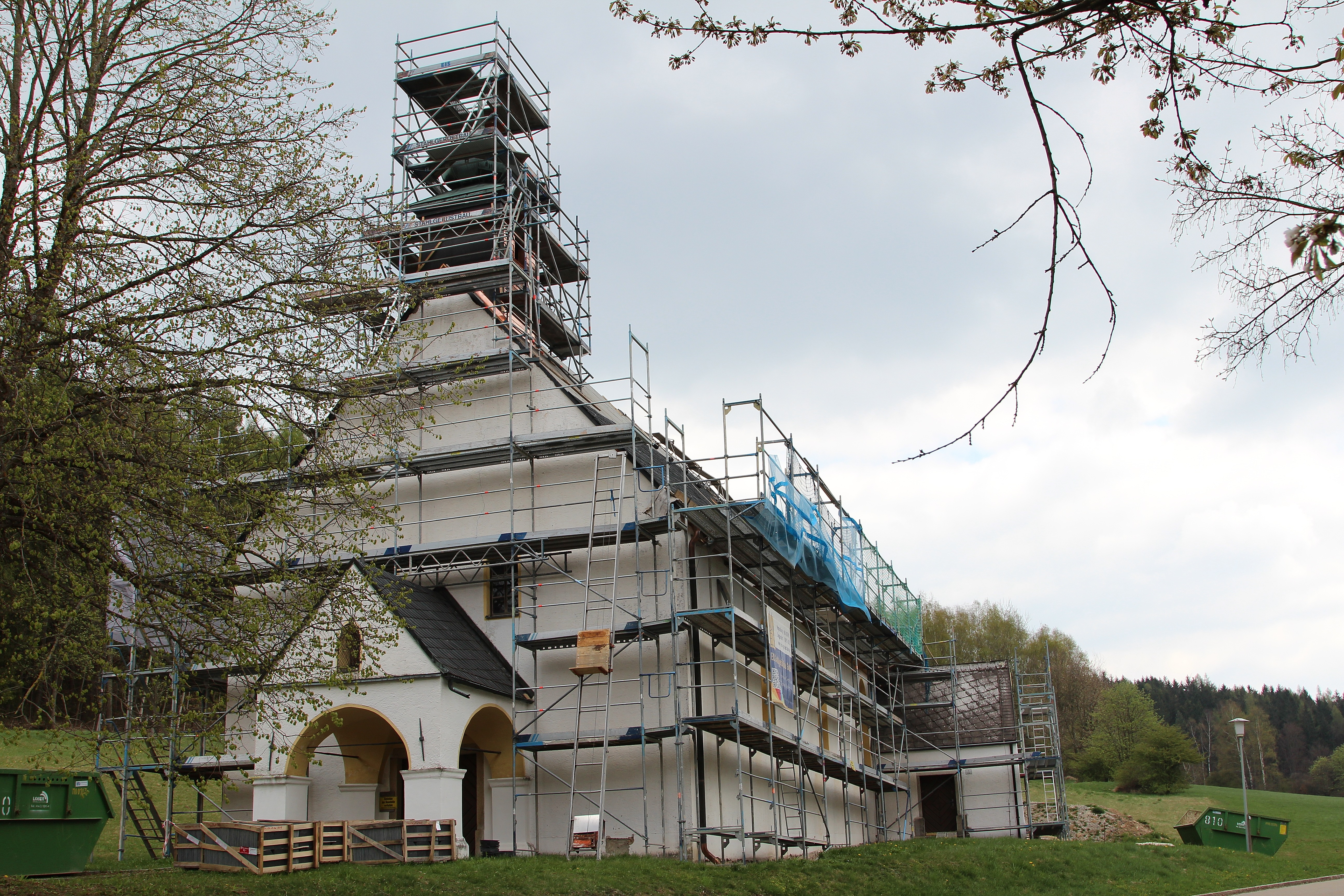
Sankt-Jodok-Kirche (2017)